# Harpactea lyciae
Harpactea lyciae là một loài nhện trong họ Dysderidae.
Loài này thuộc chi Harpactea. Harpactea lyciae được miêu tả năm 1978 bởi Brignoli.